# 사소한 칼
《사소한 칼》(영어: Ancillary Sword)는 앤 레키의 2014년 SF 장편소설로, 《사소한 정의》에서 이어지는 라드츠 삼부작의 두 번째 책이다.